# Mesquita de Mangalia
La Mesquita de Mangalia ("Sultà Esmahan") és la mesquita més antiga de Romania, fou construïda en 1525 per Esmahan, la filla del sultà otomà Selim II. Emplaçada en Mangalia, Constanţa, serveix a una comunitat de 800 famílies musulmanes, la majoria d'elles d'ètnia turca i tàrtara.
La Mesquita de Mangalia va ser construïda en 1575 per Esmehan, la filla del sultà otomà Selim II i l'esposa del gran visir Sokollu Mehmet Paşa. La mesquita fou renovada en la dècada de 1990 i inclou un cementiri amb làpides de 300 anys d'antiguitat.